# Autumnal Park
| Críticas profissionais | Críticas profissionais |
| Avaliações da crítica  | Avaliações da crítica  |
| Fonte                  | Avaliação              |
| ---------------------- | ---------------------- |
| All Music Guide        | link                   |

Autumnal Park é o álbum de estreia da banda australiana de new wave Pseudo Echo, lançado em 1984. O álbum alcançou o #11 das paradas australianas. Nos Estados Unidos, o álbum levou o nome da banda.

## Faixas
Todas as letras escritas por Pseudo Echo, exceto onde indicado. 
| N.º | Título                   | Compositor                | Duração |  |
| 1.  | "A Beat for You"         |                           | 3:42    |  |
| 2.  | "See Through"            |                           | 3:31    |  |
| 3.  | "From the Shore"         |                           | 4:43    |  |
| 4.  | "Stranger in Me"         |                           | 4:20    |  |
| 5.  | "Dancing Until Midnight" |                           | 4:24    |  |
| 6.  | "Listening"              | Brian Canham, Tony Lugton | 2:59    |  |
| 7.  | "His Eyes"               |                           | 4:37    |  |
| 8.  | "Walkaway"               |                           | 3:53    |  |
| 9.  | "Fast Cars"              |                           | 4:20    |  |
| 10. | "Destination Unknown"    |                           | 5:00    |  |